# Snowboard-Weltcup 2018/19
Der Snowboard-Weltcup 2018/19 ist eine von der FIS organisierte Wettkampfserie, die am 6. September 2018 in Cardrona begann und am 24. März 2019 in Winterberg endete. Höhepunkt der Saison waren die Snowboard-Weltmeisterschaften 2019 in Park City, deren Ergebnisse jedoch nicht für den Weltcup zählen.

## Männer
Disziplinen
| PGS = Parallel-Riesenslalom0 | SBS = Slopestyle |
| PSL = Parallelslalom         | HP = Halfpipe    |
| SBX = Snowboardcross         | BA = Big Air     |

### Podestplätze Männer
| Datum             | Austragungsort          | Disziplin | Sieger              | Zweiter             | Dritter             |
| ----------------- | ----------------------- | --------- | ------------------- | ------------------- | ------------------- |
| 8. September 2018 | Cardrona                | BA        | Chris Corning       | Takeru Otsuka       | Mons Røisland       |
| 3. November 2018  | Modena                  | BA        | Takeru Otsuka       | Chris Corning       | Kalle Järvilehto    |
| 24. November 2018 | Peking                  | BA        | Sven Thorgren       | Takeru Otsuka       | Clemens Millauer    |
| 8. Dezember 2018  | Copper Mountain         | HP        | Scotty James        | Toby Miller         | Chase Josey         |
| 13. Dezember 2018 | Carezza                 | PGS       | Tim Mastnak         | Benjamin Karl       | Sebastian Kislinger |
| 15. Dezember 2018 | Cortina d’Ampezzo       | PGS       | Roland Fischnaller  | Nevin Galmarini     | Benjamin Karl       |
| 15. Dezember 2018 | Montafon                | SBX       | Wettkampf abgesagt. | Wettkampf abgesagt. | Wettkampf abgesagt. |
| 16. Dezember 2018 | Montafon                | SBX Team  | Wettkampf abgesagt. | Wettkampf abgesagt. | Wettkampf abgesagt. |
| 21. Dezember 2018 | Secret Garden Skiresort | HP        | Jan Scherrer        | Ruka Hirano         | Takeru Otsuka       |
| 21. Dezember 2018 | Secret Garden Skiresort | SBS       | Takeru Otsuka       | Niklas Mattsson     | Wladislaw Chadarin  |
| 21. Dezember 2018 | Cervinia                | SBX       | Martin Nörl         | Omar Visintin       | Hanno Douschan      |
| 22. Dezember 2018 | Cervinia                | SBX       | Emanuel Perathoner  | Jake Vedder         | Martin Nörl         |
| 8. Januar 2019    | Bad Gastein             | PSL       | Stefan Baumeister   | Dario Caviezel      | Benjamin Karl       |
| 12. Januar 2019   | Kreischberg             | SBS       | Mons Røisland       | Chris Corning       | Hiroaki Kunitake    |
| 18. Januar 2019   | Laax                    | SBS       | Chris Corning       | Ståle Sandbech      | Moritz Thönen       |
| 19. Januar 2019   | Laax                    | HP        | Scotty James        | Takeru Otsuka       | Jake Pates          |
| 19. Januar 2019   | Rogla                   | PGS       | Edwin Coratti       | Daniele Bagozza     | Rok Marguč          |
| 26. Januar 2019   | Seiser Alm              | SBS       | Markus Olimstad     | Lyon Farrell        | Stian Kleivdal      |
| 26. Januar 2019   | Moskau                  | PSL       | Andrei Sobolew      | Dario Caviezel      | Maksim Rogozin      |
| 9. Februar 2019   | Feldberg                | SBX       | Cameron Bolton      | Paul Berg           | Konstantin Schad    |
| 15. Februar 2019  | Calgary                 | HP        | Yūto Totsuka        | Ruka Hirano         | Derek Livingston    |
| 16. Februar 2019  | Pyeongchang             | PGS       | Žan Košir           | Lukas Mathies       | Andreas Prommegger  |
| 17. Februar 2019  | Pyeongchang             | PSL       | Andreas Prommegger  | Sylvain Dufour      | Lee Sang-ho         |
| 23. Februar 2019  | Secret Garden Skiresort | PGS       | Tim Mastnak         | Andrei Sobolew      | Stefan Baumeister   |
| 24. Februar 2019  | Secret Garden Skiresort | PSL       | Daniele Bagozza     | Dmitri Loginow      | Roland Fischnaller  |
| 2. März 2019      | Baqueira-Beret          | SBX       | Alessandro Hämmerle | Adam Lambert        | Kevin Hill          |
| 9. März 2019      | Mammoth                 | SBS       | Redmond Gerard      | Judd Henkes         | Ruki Tobita         |
| 9. März 2019      | Mammoth                 | HP        | Yūto Totsuka        | Patrick Burgener    | Derek Livingston    |
| 9. März 2019      | Scuol                   | PGS       | Andrei Sobolew      | Dmitri Loginow      | Dario Caviezel      |
| 16. März 2019     | Veysonnaz               | SBX       | Lucas Eguibar       | Alessandro Hämmerle | Cameron Bolton      |
| 16. März 2019     | Québec                  | BA        | Seppe Smits         | Kalle Järvilehto    | Jonas Boesiger      |
| 17. März 2019     | Québec                  | SBS       | Wettkampf abgesagt. | Wettkampf abgesagt. | Wettkampf abgesagt. |
| 22. März 2019     | Oslo                    | BA        | Wettkampf abgesagt. | Wettkampf abgesagt. | Wettkampf abgesagt. |
| 23. März 2019     | Winterberg              | PSL       | Lukas Mathies       | Stefan Baumeister   | Žan Košir           |

### Weltcupstände Männer
| Rang | Name                | Punkte |
| ---- | ------------------- | ------ |
| 1    | Chris Corning       | 4340   |
| 2    | Takeru Otsuka       | 4100   |
| 3    | Yūto Totsuka        | 3760   |
| 4    | Ruka Hirano         | 2410   |
| 5    | Ruki Tobita         | 2330   |
| 6    | Jan Scherrer        | 2240   |
| 7    | Niek van der Velden | 2210   |
| 8    | Lyon Farrell        | 2170   |
| 9    | Ryan Stassel        | 2040   |
| 10   | Patrick Burgener    | 2020   |
| 11   | Scotty James        | 2000   |
| 12   | Ikko Anai           | 1960   |
| 13   | Hiroaki Kunitake    | 1850   |
| 14   | Markus Olimstad     | 1790   |
| 15   | Mons Røisland       | 1730   |
| 16   | Judd Henkes         | 1700   |
| 17   | Raibu Katayama      | 1640   |
| 18   | Yuri Okubo          | 1640   |
| 19   | Niklas Mattsson     | 1530   |
| 20   | Nicolas Huber       | 1520   |
| 21   | Kalle Järvilehto    | 1419,7 |
| 22   | Moritz Thönen       | 1369,1 |
| 23   | Chase Josey         | 1360   |
| 24   | Seppe Smits         | 1360   |
| 25   | Clemens Millauer    | 1358,2 |
| 26   | Derek Livingston    | 1309,7 |
| 27   | Mans Hedberg        | 1290   |
| 28   | Sven Thorgren       | 1220   |
| 29   | Stian Kleivdal      | 1181,1 |
| 30   | Emil Zulian         | 1110,1 |

| Rang | Name                 | Punkte |
| ---- | -------------------- | ------ |
| 1    | Andrei Sobolew       | 4625   |
| 2    | Tim Mastnak          | 4116   |
| 3    | Roland Fischnaller   | 3989,4 |
| 4    | Dmitri Loginow       | 3812,2 |
| 5    | Lukas Mathies        | 3600   |
| 6    | Andreas Prommegger   | 3596   |
| 7    | Stefan Baumeister    | 3554   |
| 8    | Aaron March          | 3229,4 |
| 9    | Benjamin Karl        | 3180   |
| 10   | Žan Košir            | 3086   |
| 11   | Dario Caviezel       | 3079,4 |
| 12   | Edwin Coratti        | 2790   |
| 13   | Daniele Bagozza      | 2710   |
| 14   | Nevin Galmarini      | 2300   |
| 15   | Lee Sang-ho          | 2256,1 |
| 16   | Sebastian Kislinger  | 2220   |
| 17   | Alexander Payer      | 2074   |
| 18   | Sylvain Dufour       | 1988   |
| 19   | Vic Wild             | 1988   |
| 20   | Dmitri Sarsembajew   | 1872,2 |
| 21   | Radoslaw Jankow      | 1766,1 |
| 22   | Mirko Felicetti      | 1740   |
| 23   | Maurizio Bormolini   | 1566   |
| 24   | Rok Marguč           | 1300   |
| 25   | Dmitri Karlagatschew | 1142,3 |
| 26   | Daren Gardner        | 1141   |
| 27   | Oskar Kwiatkowski    | 1114,1 |
| 28   | Arvid Auner          | 978    |
| 29   | Choi Bo-gun          | 926,8  |
| 30   | Sébastien Beaulieu   | 847,4  |

| Rang | Name                | Punkte |
| ---- | ------------------- | ------ |
| 1    | Alessandro Hämmerle | 2440   |
| 2    | Omar Visintin       | 2035   |
| 3    | Martin Nörl         | 1970   |
| 4    | Lucas Eguibar       | 1840   |
| 5    | Cameron Bolton      | 1822   |
| 6    | Emanuel Perathoner  | 1668,2 |
| 7    | Alex Pullin         | 1570   |
| 8    | Paul Berg           | 1388,2 |
| 9    | Jake Vedder         | 1370   |
| 10   | Kevin Hill          | 1218,2 |
| 11   | Lukas Pachner       | 1160   |
| 12   | Konstantin Schad    | 1142,8 |
| 13   | Mick Dierdorff      | 1110   |
| 14   | Hagen Kearney       | 1085   |
| 15   | Adam Lambert        | 1081,6 |
| 16   | Alex Deibold        | 1024   |
| 17   | Hanno Douschan      | 970    |
| 18   | Lorenzo Sommariva   | 887,9  |
| 19   | Leon Beckhaus       | 851    |
| 20   | Nate Holland        | 850    |
| 21   | Senna Leith         | 765,4  |
| 22   | Nick Baumgartner    | 752    |
| 23   | Kalle Koblet        | 738,4  |
| 24   | Julian Lüftner      | 726    |
| 25   | Éliot Grondin       | 688,3  |
| 26   | Glenn de Blois      | 680    |
| 27   | Yoshiki Takahara    | 561,7  |
| 28   | Jarryd Hughes       | 488    |
| 29   | Jérôme Lymann       | 479,4  |
| 30   | Luca Hämmerle       | 476,7  |

| Rang | Name               | Punkte |
| ---- | ------------------ | ------ |
| 1    | Tim Mastnak        | 3336   |
| 2    | Andreas Prommegger | 3070   |
| 3    | Roland Fischnaller | 2709,4 |
| 4    | Andrei Sobolew     | 2635   |
| 5    | Edwin Coratti      | 2350   |
| 6    | Benjamin Karl      | 2280   |
| 7    | Dmitri Loginow     | 2212,2 |
| 8    | Žan Košir          | 2036   |
| 9    | Aaron March        | 2019,4 |
| 10   | Lukas Mathies      | 1950   |

| Rang | Name               | Punkte |
| ---- | ------------------ | ------ |
| 1    | Stefan Baumeister  | 2020   |
| 2    | Andrei Sobolew     | 1990   |
| 3    | Dario Caviezel     | 1870   |
| 4    | Lukas Mathies      | 1650   |
| 5    | Dmitri Loginow     | 1600   |
| 6    | Roland Fischnaller | 1280   |
| 7    | Daniele Bagozza    | 1220   |
| 8    | Aaron March        | 1210   |
| 9    | Radoslaw Jankow    | 1170   |
| 10   | Žan Košir          | 1050   |

| Rang | Name             | Punkte |
| ---- | ---------------- | ------ |
| 1    | Yūto Totsuka     | 3760   |
| 2    | Ruka Hirano      | 2410   |
| 3    | Jan Scherrer     | 2240   |
| 4    | Patrick Burgener | 2020   |
| 5    | Scotty James     | 2000   |
| 6    | Ikko Anai        | 1960   |
| 7    | Raibu Katayama   | 1640   |
| 8    | Chase Josey      | 1360   |
| 9    | Derek Livingston | 1309,7 |
| 10   | Toby Miller      | 1090   |

| Rang | Name                | Punkte |
| ---- | ------------------- | ------ |
| 1    | Chris Corning       | 2250   |
| 2    | Judd Henkes         | 1700   |
| 3    | Lyon Farrell        | 1627,9 |
| 4    | Ryan Stassel        | 1590   |
| 5    | Takeru Otsuka       | 1500   |
| 6    | Niek van der Velden | 1490   |
| 7    | Ruki Tobita         | 1330   |
| 8    | Hiroaki Kunitake    | 1330   |
| 9    | Niklas Mattsson     | 1290   |
| 10   | Markus Olimstad     | 1270   |

| Rang | Name                | Punkte |
| ---- | ------------------- | ------ |
| 1    | Takeru Otsuka       | 2600   |
| 2    | Chris Corning       | 2090   |
| 3    | Kalle Järvilehto    | 1400   |
| 4    | Clemens Millauer    | 1340   |
| 5    | Ruki Tobita         | 1045   |
| 6    | Seppe Smits         | 1000   |
| 6    | Sven Thorgren       | 1000   |
| 8    | Yuri Okubo          | 820    |
| 9    | Niek van der Velden | 748    |
| 10   | Jonas Bösiger       | 747,3  |

## Frauen
Disziplinen
| PGS = Parallel-Riesenslalom0 | SBS = Slopestyle |
| PSL = Parallelslalom         | HP = Halfpipe    |
| SBX = Snowboardcross         | BA = Big Air     |

### Podestplätze Frauen
| Datum             | Austragungsort          | Disziplin | Sieger                     | Zweiter             | Dritter                    |
| ----------------- | ----------------------- | --------- | -------------------------- | ------------------- | -------------------------- |
| 8. September 2018 | Cardrona                | BA        | Reira Iwabuchi             | Miyabi Onitsuka     | Klaudia Medlová            |
| 3. November 2018  | Modena                  | BA        | Reira Iwabuchi             | Miyabi Onitsuka     | Anna Gasser                |
| 24. November 2018 | Peking                  | BA        | Anna Gasser                | Miyabi Onitsuka     | Laurie Blouin              |
| 8. Dezember 2018  | Copper Mountain         | HP        | Chloe Kim                  | Maddie Mastro       | Cai Xuetong                |
| 13. Dezember 2018 | Carezza                 | PGS       | Nadya Ochner               | Ester Ledecká       | Ramona Theresia Hofmeister |
| 15. Dezember 2018 | Cortina d’Ampezzo       | PGS       | Ester Ledecká              | Julie Zogg          | Sabine Schöffmann          |
| 15. Dezember 2018 | Montafon                | SBX       | Wettkampf abgesagt.        | Wettkampf abgesagt. | Wettkampf abgesagt.        |
| 16. Dezember 2018 | Montafon                | SBX Team  | Wettkampf abgesagt.        | Wettkampf abgesagt. | Wettkampf abgesagt.        |
| 21. Dezember 2018 | Secret Garden Skiresort | HP        | Cai Xuetong                | Verena Rohrer       | Kurumi Imai                |
| 21. Dezember 2018 | Secret Garden Skiresort | SBS       | Miyabi Onitsuka            | Reira Iwabuchi      | Lucile Lefevre             |
| 21. Dezember 2018 | Cervinia                | SBX       | Lindsey Jacobellis         | Eva Samková         | Charlotte Bankes           |
| 22. Dezember 2018 | Cervinia                | SBX       | Eva Samková                | Lindsey Jacobellis  | Michela Moioli             |
| 8. Januar 2019    | Bad Gastein             | PSL       | Claudia Riegler            | Aleksandra Król     | Sabine Schöffmann          |
| 12. Januar 2019   | Kreischberg             | SBS       | Miyabi Onitsuka            | Anna Gasser         | Silje Norendal             |
| 18. Januar 2019   | Laax                    | SBS       | Silje Norendal             | Celia Petrig        | Sina Candrian              |
| 19. Januar 2019   | Laax                    | HP        | Chloe Kim                  | Queralt Castellet   | Arielle Gold               |
| 19. Januar 2019   | Rogla                   | PGS       | Selina Jörg                | Natalja Sobolewa    | Cheyenne Loch              |
| 26. Januar 2019   | Seiser Alm              | SBS       | Isabel Derungs             | Brooke Voigt        | Jasmine Baird              |
| 26. Januar 2019   | Moskau                  | PSL       | Julie Zogg                 | Sabine Schöffmann   | Anastassija Kurotschkina   |
| 9. Februar 2019   | Feldberg                | SBX       | Lindsey Jacobellis         | Michela Moioli      | Eva Samková                |
| 15. Februar 2019  | Calgary                 | HP        | Queralt Castellet          | Cai Xuetong         | Sena Tomita                |
| 16. Februar 2019  | Pyeongchang             | PGS       | Ester Ledecká              | Selina Jörg         | Sabine Schöffmann          |
| 17. Februar 2019  | Pyeongchang             | PSL       | Ramona Theresia Hofmeister | Sabine Schöffmann   | Ester Ledecká              |
| 23. Februar 2019  | Secret Garden Skiresort | PGS       | Ramona Theresia Hofmeister | Ester Ledecká       | Selina Jörg                |
| 24. Februar 2019  | Secret Garden Skiresort | PSL       | Gong Naiying               | Julie Zogg          | Selina Jörg                |
| 2. März 2019      | Baqueira-Beret          | SBX       | Eva Samková                | Chloé Trespeuch     | Lindsey Jacobellis         |
| 9. März 2019      | Mammoth                 | HP        | Cai Xuetong                | Sena Tomita         | Verena Rohrer              |
| 10. März 2019     | Mammoth                 | SBS       | Wettkampf abgesagt.        | Wettkampf abgesagt. | Wettkampf abgesagt.        |
| 9. März 2019      | Scuol                   | PGS       | Milena Bykowa              | Ester Ledecká       | Cheyenne Loch              |
| 16. März 2019     | Veysonnaz               | SBX       | Eva Samková                | Chloé Trespeuch     | Michela Moioli             |
| 16. März 2019     | Québec                  | BA        | Julia Marino               | Laurie Blouin       | Klaudia Medlová            |
| 17. März 2019     | Québec                  | SBS       | Wettkampf abgesagt.        | Wettkampf abgesagt. | Wettkampf abgesagt.        |
| 22. März 2019     | Oslo                    | BA        | Wettkampf abgesagt.        | Wettkampf abgesagt. | Wettkampf abgesagt.        |
| 23. März 2019     | Winterberg              | PSL       | Patrizia Kummer            | Selina Jörg         | Ladina Jenny               |

### Weltcupstände Frauen
| Rang | Name              | Punkte |
| ---- | ----------------- | ------ |
| 1    | Miyabi Onitsuka   | 4400   |
| 2    | Reira Iwabuchi    | 4100   |
| 3    | Cai Xuetong       | 3900   |
| 4    | Anna Gasser       | 2640   |
| 5    | Queralt Castellet | 2520   |
| 6    | Verena Rohrer     | 2410   |
| 7    | Sina Candrian     | 2110   |
| 8    | Silje Norendal    | 2050   |
| 9    | Chloe Kim         | 2000   |
| 10   | Kurumi Imai       | 1960   |
| 11   | Klaudia Medlová   | 1800   |
| 12   | Laurie Blouin     | 1800   |
| 13   | Šárka Pančochová  | 1800   |
| 14   | Hikaru Ōe         | 1690   |
| 15   | Isabel Derungs    | 1680   |
| 16   | Sena Tomita       | 1660   |
| 17   | Haruna Matsumoto  | 1570   |
| 18   | Julia Marino      | 1500   |
| 19   | Urška Pribošič    | 1470   |
| 20   | Carla Somaini     | 1420   |
| 21   | Wu Shaotong       | 1320   |
| 22   | Celia Petrig      | 1280   |
| 23   | Nadja Flemming    | 1270   |
| 24   | Qiu Leng          | 1260   |
| 25   | Maddie Mastro     | 1250   |
| 26   | Loranne Smans     | 1190   |
| 27   | Lucile Leferve    | 1070   |
| 28   | Arielle Gold      | 1050   |
| 29   | Cheryl Maas       | 1040   |
| 30   | Wang Jingjing     | 1030   |

| Rang | Name                       | Punkte |
| ---- | -------------------------- | ------ |
| 1    | Ester Ledecká              | 5900   |
| 2    | Selina Jörg                | 5619,7 |
| 3    | Sabine Schöffmann          | 5250   |
| 4    | Julie Zogg                 | 4770   |
| 5    | Nadya Ochner               | 4080   |
| 6    | Ramona Theresia Hofmeister | 4048,2 |
| 7    | Cheyenne Loch              | 3790   |
| 8    | Natalja Sobolewa           | 3474   |
| 9    | Patrizia Kummer            | 3400   |
| 10   | Milena Bykowa              | 3240   |
| 11   | Aleksandra Król            | 3050   |
| 12   | Gong Naiying               | 2870   |
| 13   | Claudia Riegler            | 2722,5 |
| 14   | Ladina Jenny               | 2463   |
| 15   | Carolin Langenhorst        | 2330   |
| 16   | Gloria Kotnik              | 2250   |
| 17   | Anastassija Kurotschkina   | 2210   |
| 18   | Marija Walowa              | 2016   |
| 19   | Daniela Ulbing             | 1789,4 |
| 20   | Jelisaweta Salichowa       | 1718   |
| 21   | Zang Ruxin                 | 1506   |
| 22   | Michelle Dekker            | 1356   |
| 23   | Jeong Hae-rim              | 1258,8 |
| 24   | Emi Sato                   | 1155   |
| 25   | Jemina Juritz              | 1048   |
| 26   | Nicole Baumgartner         | 810    |
| 27   | Annamari Dantscha          | 756    |
| 28   | Megan Farrell              | 632    |
| 29   | Giulia Gaspari             | 458    |
| 30   | Melanie Hochreiter         | 438    |

| Rang | Name                            | Punkte |
| ---- | ------------------------------- | ------ |
| 1    | Eva Samková                     | 4400   |
| 2    | Lindsey Jacobellis              | 3850   |
| 3    | Michela Moioli                  | 2650   |
| 4    | Charlotte Bankes                | 2350   |
| 5    | Chloé Trespeuch                 | 2100   |
| 6    | Nelly Moenne-Loccoz             | 2100   |
| 7    | Lara Casanova                   | 1580   |
| 8    | Sofia Belingheri                | 1240   |
| 9    | Raffaella Brutto                | 1220   |
| 10   | Manon Petit-Lenoir              | 1120   |
| 11   | Kristina Paul                   | 1030   |
| 12   | Sina Siegenthaler               | 1000   |
| 13   | Francesca Gallina               | 960    |
| 14   | Meryeta Odine                   | 850    |
| 15   | Faye Gulini                     | 840    |
| 16   | Julia Pereira de Sousa Mabileau | 830    |
| 17   | Muriel Jost                     | 600    |
| 18   | Vendula Hopjakova               | 600    |
| 19   | Marija Wassilzowa               | 520    |
| 20   | Sophie Hediger                  | 520    |
| 21   | Carle Brenneman                 | 510    |
| 22   | Jana Fischer                    | 410    |
| 23   | Anna Miller                     | 390    |
| 24   | Zuzanna Smykała                 | 380    |
| 25   | Stacy Gaskill                   | 366    |
| 26   | Alexia Queyrel                  | 320    |
| 27   | Sarah Devouassoux               | 265    |
| 28   | Tess Critchlow                  | 220    |
| 29   | Meghan Tierney                  | 200    |
| 30   | Aline Albrecht                  | 190    |

| Rang | Name                       | Punkte |
| ---- | -------------------------- | ------ |
| 1    | Ester Ledecká              | 5000   |
| 2    | Selina Jörg                | 3419,7 |
| 3    | Ramona Theresia Hofmeister | 3258,2 |
| 4    | Nadya Ochner               | 3230   |
| 5    | Sabine Schöffmann          | 3190   |
| 6    | Natalja Sobolewa           | 2756   |
| 7    | Cheyenne Loch              | 2730   |
| 8    | Milena Bykowa              | 2610   |
| 9    | Julie Zogg                 | 2550   |
| 10   | Aleksandra Król            | 1740   |

| Rang | Name              | Punkte |
| ---- | ----------------- | ------ |
| 1    | Julie Zogg        | 2220   |
| 2    | Selina Jörg       | 2200   |
| 3    | Patrizia Kummer   | 2180   |
| 4    | Sabine Schöffmann | 2060   |
| 5    | Claudia Riegler   | 1476   |
| 6    | Ladina Jenny      | 1460   |
| 7    | Gong Naiying      | 1350   |
| 8    | Aleksandra Król   | 1310   |
| 9    | Daniela Ulbing    | 1160   |
| 10   | Cheyenne Loch     | 1060   |

| Rang | Name              | Punkte |
| ---- | ----------------- | ------ |
| 1    | Cai Xuetong       | 3900   |
| 2    | Queralt Castellet | 2520   |
| 3    | Verena Rohrer     | 2410   |
| 4    | Chloe Kim         | 2000   |
| 5    | Kurumi Imai       | 1960   |
| 6    | Hikaru Ōe         | 1690   |
| 7    | Sena Tomita       | 1660   |
| 8    | Haruna Matsumoto  | 1570   |
| 9    | Wu Shaotong       | 1320   |
| 10   | Qiu Leng          | 1260   |

| Rang | Name             | Punkte |
| ---- | ---------------- | ------ |
| 1    | Miyabi Onitsuka  | 2000   |
| 2    | Reira Iwabuchi   | 1700   |
| 3    | Isabel Derungs   | 1680   |
| 4    | Silje Norendal   | 1600   |
| 5    | Sina Candrian    | 1600   |
| 6    | Anna Gasser      | 1040   |
| 7    | Celia Petrig     | 960    |
| 8    | Li Dongyu        | 920    |
| 9    | Šárka Pančochová | 860    |
| 10   | Nadja Flemming   | 810    |

| Rang | Name                 | Punkte |
| ---- | -------------------- | ------ |
| 1    | Reira Iwabuchi       | 2400   |
| 2    | Miyabi Onitsuka      | 2400   |
| 3    | Klaudia Medlová      | 1800   |
| 4    | Anna Gasser          | 1600   |
| 5    | Laurie Blouin        | 1400   |
| 6    | Urška Pribošič       | 1200   |
| 7    | Julia Marino         | 1000   |
| 8    | Lia-Mara Bösch       | 1000   |
| 9    | Loranne Smans        | 990    |
| 10   | Zoi Sadowski-Synnott | 820    |

## Mixed-Team
| Datum            | Austragungsort | Disziplin | Sieger                                    | Zweiter                                    | Dritter                                     |
| ---------------- | -------------- | --------- | ----------------------------------------- | ------------------------------------------ | ------------------------------------------- |
| 9. Januar 2019   | Bad Gastein    | PSL Team  | Österreich 1 Benjamin Karl Daniela Ulbing | Italien 1 Aaron March Nadya Ochner         | Schweiz 1 Dario Caviezel Patrizia Kummer    |
| 26. Januar 2019  | Moskau         | PSL Team  | Österreich 1 Daniela Ulbing Benjamin Karl | Russland 1 Natalja Sobolewa Andrei Sobolew | Schweiz 3 Julie Zogg Dario Caviezel         |
| 10. Februar 2019 | Feldberg       | SBX       | Wettkampf abgesagt.                       | Wettkampf abgesagt.                        | Wettkampf abgesagt.                         |
| 24. März 2019    | Winterberg     | PSL Team  | Österreich 1 Daniela Ulbing Benjamin Karl | Schweiz 1 Patrizia Kummer Dario Caviezel   | Deutschland 4 Selina Jörg Stefan Baumeister |